# 505 TCN
505 TCN là một năm trong lịch La Mã.